# Bertholdmühle
Die Bertholdmühle, ehemals auch Bernhardmühle, ist eine von zwei erhaltenen Wassermühlen in Oderwitz. Sie wird noch heute als Getreidemühle genutzt und kann besichtigt werden.

## Geschichte
Die Mühle wurde 1600 erstmals urkundlich erwähnt. Seit 1769 befand sie sich im Besitz der Familie Bernhard, woher auch ihr früherer Name rührt. Ab den 1930er-Jahren begann die Wasserkraft des Landwassers nachzulassen, die Mühle wurde daher teilweise mit Dieselmotoren betrieben. Als die Wasserkraft in den 1960er-Jahren ganz nachließ, wurde der Mühlenbetrieb auf Elektromotoren umgestellt.
Noch heute werden in der Mühle Roggen- und Weizenmehle hergestellt, mit denen lokale Bäckereien beliefert werden. Weiterhin ist die Berthold-Mühle Oberoderwitz ein Ausbildungsbetrieb für Müllereitechnik.